# Low
För andra betydelser, se Low (olika betydelser).
Low är ett musikalbum av David Bowie. Det spelades in i Château d'Hérouville, Pontoise, Frankrike och Hansa Tonstudio, Berlin, Tyskland och släpptes i England 14 januari 1977.
Albumet räknas som det första av de album som ingår i Berlintrilogin. Det följdes av "Heroes" och Lodger. Det inleds med korta, närmast fragmentartade låtar, medan de mot slutet av albumet blir längre, och mestadels instrumentala. Brian Enos inflytande märks framförallt på "Warszawa" och "Art Decade", där hans minimoog och pianospel har en prominent plats. Eno angavs också som upphovsman till "Warszawa" tillsammans med Bowie.  
1991 återutgavs albumet av RykoDisc med tre bonusspår. 2003 blev albumet listat som #249 i magasinet Rolling Stones lista The 500 Greatest Albums of All Time. Det finns med i boken  1001 album du måste höra innan du dör.

## Låtlista
Låtar där inget annat anges är skrivna av David Bowie.
1. "Speed of Life" - 2.46
2. "Breaking Glass" (David Bowie, Dennis Davis, George Murray) - 1.52
3. "What in the World" - 2.23
4. "Sound and Vision" - 3.05
5. "Always Crashing in the Same Car" - 3.33
6. "Be My Wife" - 2.58
7. "A New Career in a New Town" - 2.53
8. "Warszawa" (David Bowie, Brian Eno) - 6.23
9. "Art Decade" - 3.46
10. "Weeping Wall" - 3.28
11. "Subterraneans" - 5.39

Bonusspår på RykoDisc återutgivning:

12. "Some Are" - 3:24 (Previously unreleased track recorded 1976-79)

13. "All Saints" - 3:35 (Previously unreleased track recorded 1976-79)

14. "Sound And Vision" - 4:43 (Remixed version, 1991)

## Singlar
- "Sound and Vision"
- "Be My Wife"

## Medverkande
- David Bowie - Sång, saxofon, gitarr, bas, munspel, piano
- Carlos Alomar - Gitarr
- Roy Young - Piano, orgel
- George Murray - Bas
- Dennis Davis - Trummor
- Ricky Gardener - Gitarr
- Brian Eno - Syntheziser, piano, sång
- Iggy Pop - Sång
- Mary Visconti - Sång
- Eduard Meyer - Cello

## Listplaceringar
| Lista (1977)   | Position            |
| -------------- | ------------------- |
| Finland        | 30                  |
| Japan          | 35 (Oricon)         |
| Kanada         | 56 (RPM)            |
| Nederländerna  | 6                   |
| Norge          | 10 (VG-lista)       |
| Nya Zeeland    | 12                  |
| Storbritannien | 2 (UK Albums Chart) |
| Sverige        | 12 (Topplistan)     |
| USA            | 11 (Billboard 200)  |
| Österrike      | 17                  |